# Cây táo nở hoa
Cây táo nở hoa là một bộ phim truyền hình được thực hiện bởi Vie Channel và VieON do Võ Thạch Thảo làm đạo diễn. Phim được mua kịch bản chuyển thể từ bộ phim nổi tiếng Chuyện nhà Poong Sang của Hàn Quốc. Phim phát sóng vào lúc 20h00 thứ 2 đến thứ 4 hàng tuần bắt đầu từ ngày 5 tháng 4 năm 2021 và kết thúc vào ngày 9 tháng 9 năm 2021 trên kênh Vie Channel - HTV2, Vie Giải Trí (phát muộn trên Vie Dramas)

## Nội dung
Cây táo nở hoa bắt đầu khi người cha của 5 đứa con đã trưởng thành đột nhiên quay về và chết. Đám ma kì quặc hé lộ những mâu thuẫn, bất ổn, bi kịch của nhà họ Đỗ bao gồm 5 người con: Ngọc, Ngà, Châu, Báu, Dư.  Ngọc – anh trai cả trong một gia đình nghèo bình dân, phải đối mặt với rất nhiều bi kịch. Ngọc sống với các em trai em gái, vợ và con gái trong một căn nhà chật hẹp kiêm xưởng sửa chữa xe máy nhỏ. Cuộc sống đã khó khăn nhưng mọi sự ngày càng trở nên khó chấp nhận khi những người em vô cùng lười biếng, vô trách nhiệm đã không giúp đỡ mà còn gây ra vô vàn rắc rối. Ngà mê cờ bạc, liên tục chạy trốn chủ nợ và liên tục gây tai họa cho gia đình. Báu thì sống ảo, hoang phí, không hòa nhập được với cuộc sống, lại nặng lòng với gã chồng cũ chuyên bạo hành phụ nữ. Dư thì mất hoàn toàn tương lai trở thành vận động viên chuyên nghiệp sau chấn thương và còn bị lôi kéo bởi các nhóm xã hội đen, giang hồ. Người tưởng yên ổn nhất là bác sĩ Minh Châu thì cũng thân bại danh liệt vì chuyện ngoại tình vỡ lở. Người vợ tào khang của ông Ngọc là bà Hạnh đã quá sức chịu đựng và muốn anh lựa chọn Vợ con hoặc những đứa em luôn gây họa.

## Diễn viên

### Diễn viên chính
| Diễn viên       | Vai           |
| --------------- | ------------- |
| Thái Hòa        | Đỗ Văn Ngọc   |
| Hồng Ánh        | Trần Thị Hạnh |
| Trương Thế Vinh | Đỗ Văn Ngà    |
| Thúy Ngân       | Đỗ Minh Châu  |
| Nhã Phương      | Đỗ Minh Báu   |
| Song Luân       | Đỗ Dư         |

### Diễn viên phụ
| Diễn viên             | Vai               |
| --------------------- | ----------------- |
| Trần Quốc Trọng       | Ông Chín Lân      |
| Trịnh Thảo            | Phúc              |
| Lan Hương             | Cô Bông           |
| Lê Hoàng Phi          | Phước             |
| Mỹ Duyên              | Bà Ích            |
| Công Ninh             | Ông Đỗ Văn Huân   |
| Đỗ An                 | Anh Tuấn          |
| Kim Nhã               | Thanh Lam         |
| Mai Huỳnh             | Ông Đức           |
| Trinity               | Bé Hằng           |
| Mỹ Uyên               | Giám đốc Khanh    |
| B Trần                | Nam Phong         |
| Kiều Trinh            | Bà Thủy           |
| Minh Trang            | Thanh Trúc        |
| Trâm Anh              | Phương Trinh      |
| Will 365              | Sở                |
| Lê Văn Anh            | Quân              |
| Oanh Kiều             | Thu               |
| Anh Tài               | Hiếu              |
| Thiên Nga             | Mê Trần           |
| Chế Nguyễn Quỳnh Châu | Bác sĩ Mỹ         |
| Hoàng Phúc            | Quốc Anh          |
| Hạnh Thúy             | Bà Tuyền          |
| Vĩnh Quang            | Hoàng             |
| Nguyễn Đức Thịnh      | Tân Cá Rô         |
| Trần Thế Nhân         | Xuân Thành        |
| Phú Đôn               | Chú của Ngọc      |
| Phương Minh           | Thím của Ngọc     |
| Nguyễn Đình Như Vân   | Anh Sa            |
| Trần Thanh Hiền       | Bà Cẩm            |
| Như Bình              | Trang             |
| Phùng Thiên Trang     | Thùy              |
| Kim Phương            | Bà nội Thùy       |
| Xuân Phúc             | Hải Vịt           |
| Minh Thảo             | Ly                |
| Thanh Tùng            | Ông Long          |
| Bảo Khương            | Chồng chị đại gia |
| Thanh Vân             | Chị đại gia       |
| Cao Hoàng             | Chung             |
| Lam Tuyền             | Viện trưởng       |
| Phan Tấn Thi          | Ông già           |
| Tuấn Khải             | Ông Lợi           |
| Lâm thanh nhã         | Trí               |
| Phi Điểu              | Bà nội của Trí    |
| Đoàn Thiên Kim        | Bà lão khám bệnh  |
| Hồng Thắm             | Bác sĩ Bình       |
| Dư Ánh Hồng           | Bạn học của Hạnh  |
| Phương Ngọc           | Mẹ của Quân       |

## Nhạc phim
| Bài hát               | Sáng tác                                                   | Thể hiện    |
| --------------------- | ---------------------------------------------------------- | ----------- |
| Mơ về hạnh phúc       | Nhạc: Hưng Cacao Lời Việt: Vie Channel, Tăng Nhật Tuệ, Win | Anh Tú      |
| Chuyện cây táo nở hoa | Hồ Tiến Đạt                                                | Hồ Tiến Đạt |
| Thương                | Hồ Tiến Đạt                                                | Trọng Bắc   |
| Em đã thuộc về ai     | Shin Hồng Vịnh                                             | Bảo Trâm    |
| Tình Yêu Là Thế       | Hưng Cacao                                                 | Quân A.P    |

## Giải thưởng
| Năm  | Giải thưởng                             | Hạng mục                 | (Người) đề cử | Kết quả       | Tham khảo     |
| ---- | --------------------------------------- | ------------------------ | ------------- | ------------- | ------------- |
| 2021 | Giải Cánh diều                          | Phim truyện truyền hình  | —             | Cánh diều bạc | [ 14 ]        |
| 2021 | Giải Mai Vàng                           | Nữ diễn viên truyền hình | Thúy Ngân     | Đoạt giải     | [ 15 ] [ 16 ] |
| 2021 | Giải Mai Vàng                           | Phim truyền hình         | —             | Đoạt giải     | [ 15 ] [ 16 ] |
| 2021 | Giải Hội Điện ảnh Thành phố Hồ Chí Minh | Phim truyền hình         | —             | Giải B        | [ 17 ]        |

## Đón nhận
Tại thời điểm phát sóng, Cây táo nở hoa thường xuyên xuất hiện trong số những từ khóa được tìm kiếm phổ biến nhất trên mạng, trở thành bộ phim được cho là xô đổ nhiều kỉ lục của phim truyền hình Việt Nam như: Bộ phim truyền hình có lượt xem cùng lúc cao nhất mọi thời đại, bộ phim truyền hình có tổng số lượt xem cao nhất 2021 và là bộ phim được khán giả quan tâm nhất thời điểm phát sóng.